# آرامگاه شیخ حسین علویق
مقبره شیخ حسین علویق مربوط به سده‌های میانه دوران‌های تاریخی پس از اسلام است و در شهرستان ورزقان، بخش مرکزی، دهستان ازومدل جنوبی، روستای علویق واقع شده و این اثر در تاریخ ۱۲ شهریور ۱۳۸۶ با شمارهٔ ثبت ۱۹۳۳۰ به‌عنوان یکی از آثار ملی ایران به ثبت رسیده است.